# Grand Prix ISU juniores in Taipei Cinese
Il Grand Prix ISU juniores in Taipei Cinese è una competizione internazionale di pattinaggio di figura. Si tiene in autunno e fa parte del circuito Grand Prix ISU juniores di pattinaggio di figura. Le medaglie sono assegnate nelle discipline del singolo maschile, singolo femminile, coppie e danza su ghiaccio.

## Vincitori

### Singolo maschile
| Anno | Luogo  | Oro          | Argento        | Bronzo        |
| 2006 | Taipei | Brandon Mroz | Kevin Reynolds | Takahito Mura |

### Singolo femminile
| Anno | Luogo  | Oro            | Argento     | Bronzo       |
| 2006 | Taipei | Caroline Zhang | Nana Takeda | Kim Na-Young |

### Coppie
| Anno | Luogo  | Oro                                 | Argento                       | Bronzo                          |
| 2006 | Taipei | Keauna McLaughlin / Rockne Brubaker | Vera Bazarova / Yuri Larionov | Jessica Rose Paetsch / Jon Nuss |

### Danza su ghiaccio
| Anno | Luogo  | Oro                          | Argento                      | Bronzo                       |
| 2006 | Taipei | Emily Samuelson / Evan Bates | Alisa Agafonova / Dmitri Dun | Kaitlyn Weaver / Andrew Poje |